# نورا بروکستد
نورا بروکستد (نروژی: Nora Brockstedt; ۲۰ ژانویهٔ ۱۹۲۳ – ۵ نوامبر ۲۰۱۵) خواننده جاز اهل نروژ بود. او از خوانندگان سبک جاز بود، اما بیشتر به خاطر آهنگ‌های پاپ شناخته شده‌است. وی پس از یک دوره کوتاه بیماری در بیمارستان اولولوا در اسلو در ۵ نوامبر ۲۰۱۵ درگذشت.